# 巨人传
《巨人传》（法語：La vie de Gargantua et de Pantagruel），是法國文艺复兴时期的重要文学作品，由法國作家弗朗索瓦·拉伯雷創作，共有五集，1532至1564年陸續出版。
此书具体反映出中古时期具有资产思想的人解放與追求的理念。在文艺复兴时期表達出反教会反封建的思想，在当时曾被列为禁书。
主人公是父子两代巨人卡冈都亚（Gargantua，又譯「高康大」）和庞大古埃（Pantagruel）。

## 作品分析

### 取材
拉伯雷的作品从民间传说中吸取不少营养，他的《巨人传》取材于通俗的传奇文学、喜剧、闹剧、中世纪的骑士文学作品。庞大固埃尤其有明显的传奇文学色彩。卡冈都亚是庞大固埃的父亲，但写作比较晚，其描写则更有人文主义的倾向。

### 内容

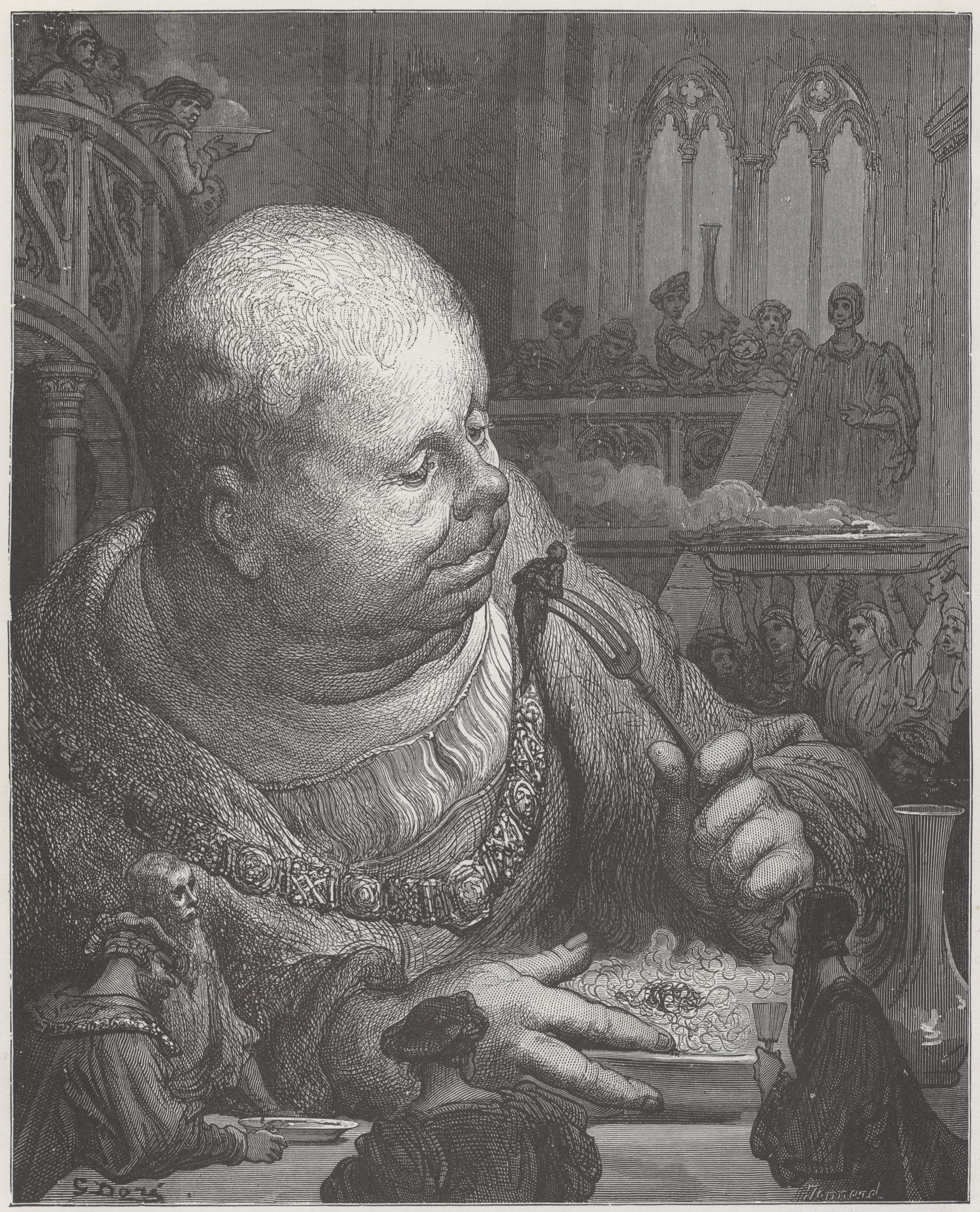
卡岡都亞吃掉清教徒，多雷，1873

《巨人传》的第一部用夸张的手法塑造了一个理想的君主形象，巨人卡冈都亚，描写他在中世纪教育方式的培养下，各方面都显得落伍，后来聘请了一位年轻的人文主义者做自己的家庭教师，让他进行大运动量的体育锻炼，学习神学和古文，使他焕发青春。讽刺了当时教育制度的缺陷，宣传人文主义对政治、教育、道德的主张，和许多真人真事结合，以巨人的形象出现，情节并不曲折，但语言生动、幽默风趣、寓意颇深，使人读起来兴味盎然。
《巨人传》的第二部写巨人卡冈都亚的儿子庞大固埃到法国各大学学习，遇到许多人物：代表“迅速”的卡尔巴里；代表“强大”的奥斯太纳；代表“明智”的艾比斯太蒙；代表“高明”的巴努希。尤其对巴努希的描写非常生动，对后来法国文学影响很大，在博马舍作品中的费加罗和莫里哀作品中的斯加宾身上都能发现巴努希的影响。书中还提到他的父亲卡冈都亚给儿子写了一封信，要他好好做人，通篇都是笑料。本书风趣幽默，一出版即受到欢迎。
《巨人传》的第三部因为已经获得国王批准，用自己的真实姓名署名，他书中的主人公也主要描写普通人，不再描写巨人。其主角是第二部中的巴努希，巴努希当上了国王，但几天内将把自己的薪俸花光了，不知如何是好，就去请教“权威人士”，包括女巫、哑巴、诗人、学者、星相家、神学家、医生、法学家、哲学家、法官等，这些人的素材都是源自拉伯雷所熟悉的人，他们的答案五花八门，最后是一个丑角建议他去找“葡萄酒权威”。
《巨人传》的第四部则类似荷马的史诗《奥德赛》，情节是庞大固埃和巴努希一起乘船去寻找葡萄酒权威，经过了许多岛屿：老人岛、鳗鱼岛、司法人员岛等地，有许多新奇的经历，但没有找到任何权威。
《巨人传》的第五部继续写他们的航行，以各种岛影射罗马教廷和贪官污吏，最后找到了一位葡萄酒权威，对于他们的问题葡萄酒权威的回答只有一字：“喝”！

## 版本
| 卷 | 簡稱       | 全稱 | 譯名                                                         | 出版時間 |
| -- | ---------- | --- | ------------------------------------------------------------ | -------- |
| 1  | 龐大固埃   | Les horribles et épouvantables faits et prouesses du très renommé Pantagruel Roi des Dipsodes, fils du Grand Géant Gargantua | 可怕而駭人的大巨人卡岡都亞之子、著名的渴人國國王龐大固埃事跡 | c. 1532  |
| 2  | 卡岡都亞   | La vie très horrifique du grand Gargantua, père de Pantagruel                                                                | 龐大固埃之父、偉大的卡岡都亞生平                             | 1534     |
| 3  | 龐大固埃三 | Le tiers livre des faicts et dicts héroïques du bon Pantagruel                                                               | 關於好人龐大固埃的英雄事跡的第三本書                         | 1546     |
| 4  | 龐大固埃四 | Le quart livre des faicts et dicts héroïques du bon Pantagruel                                                               | 關於好人龐大固埃的英雄事跡的第四本書                         | 1552     |
| 5  | 龐大固埃五 | Le cinquiesme et dernier livre des faicts et dicts héroïques du bon Pantagruel                                               | 關於好人龐大固埃的英雄事跡的第五本、也是最後一本書           | c. 1564  |

### 漢譯
- 1981年上海譯文出版社推出成鈺亭從法語原文譯出的《巨人傳》全5卷。
- 1983年北京人民文學出版社推出鮑文蔚從法語原文譯出的《巨人傳》1、2卷，後3卷因故沒有翻譯完成。
- 2002年南京譯林出版社推出楊松河的新譯本，沒有譯全。
- 2005年台灣桂冠圖書公司推出成鈺亭的《巨人傳》正體中文翻譯版，共上下冊。
- 2013年安徽人民出版社推出陳筱卿翻譯的多雷插圖本《巨人傳》，共上下冊，為首次出版的漢譯插圖本。

## 外部連結
- Gargantua and Pantagruel - 古腾堡计划，由17世紀蘇格蘭作家湯瑪士·厄奎特（Thomas Urquhart）翻譯為英文、19世紀法國插畫家古斯塔夫·多雷（Gustave Doré）繪製插圖
- LibriVox中的公有领域有声书《Gargantua and Pantagruel》